# Campeonato Sul-Americano de Atletismo Júnior de 1997
O Campeonato Sul-Americano de Atletismo Júnior de 1997 foi a 29ª edição da competição de atletismo organizada pela CONSUDATLE para atletas com menos de vinte anos, classificados como júnior ou sub-20. O evento foi realizado em San Carlos, no Uruguai, entre 20 e 21 de junho de 1997. Contou com cerca de 302 atletas de 11 nacionalidades distribuídos em 43 eventos.

## Medalhistas
Esses foram os resultados do campeonato.

### Masculino
| Evento                      | Ouro                        | Ouro     | Prata                          | Prata    | Bronze                  | Bronze   |
| --------------------------- | --------------------------- | -------- | ------------------------------ | -------- | ----------------------- | -------- |
| 100 metros                  | Martín Cortese (ARG)        | 11.03    | Heber Viera (URU)              | 11.04    | Evandro Tristão (BRA)   |          |
| 200 metros                  | Heber Viera (URU)           | 21.57    | José Luis Herrera (COL)        | 21.80    | Daniel Toledo (BRA)     | 21.81    |
| 400 metros                  | Damián Spector (ARG)        | 47.80    | William Hernández (VEN)        | 48.52    | Vicente Erut (ARG)      | 48.70    |
| 800 metros                  | John Chávez (COL)           | 1:54.97  | Glauco da Silva (BRA)          | 1:55.52  | Carlos Márquez (VEN)    | 1:56.01  |
| 1 500 metros                | Cristián Rosales (URU)      | 3:52.13  | Juan Carlos de Bastos (ARG)    | 3:52.14  | John Chávez (COL)       | 3:54.90  |
| 5 000 metros                | Cristián Rosales (URU)      | 14:23.32 | Edegar Lobo (BRA)              | 14:25.75 | Leonardo da Silva (BRA) | 14:40.15 |
| 10 000 metros               | Lervis Arias (VEN)          | 30:24.20 | Jonathan Matos (BRA)           | 30:32.04 | Gustavo Pereira (URU)   | 31:15.78 |
| 10 km marcha atlética       | Román Criollo (ECU)         | 44:20.95 | Geovanny Quinche (ECU)         | 44:43.17 | Raomir Hernández (VEN)  | 45:11.96 |
| 110 metros barreiras        | Rodrigo Palladino (BRA)     | 14.59    | Paulo Villar (COL)             | 15.39    | Pablo Sandoval (CHI)    | 15.43    |
| 400 metros barreiras        | Adriano Maia (BRA)          | 53.01    | Robson dos Santos (BRA)        | 53.46    | Paulo Villar (COL)      | 55.74    |
| 3.000 metros com obstáculos | Juan Carlos de Bastos (ARG) | 9:05.93  | Sebastián González Cabot (ARG) | 9:12.70  | Damião de Melo (BRA)    | 9:16.06  |
| 4×100 metros estafetas      | Brasil                      | 41.70    | Argentina                      | 41.86    | Uruguai                 | 42.58    |
| 4×400 metros estafetas      | Argentina                   | 3:13.29  | Brasil                         | 3:14.30  | Venezuela               | 3:17.21  |
| Salto em altura             | Fabrício Romero (BRA)       | 2.09     | Alfredo Deza (PER)             | 2.06     | Wagner Príncipe (BRA)   | 2.06     |
| Salto com vara              | Cristian Aguirre (ARG)      | 4.65     | Juan Maronese (ARG)            | 4.60     | Gustavo Rehder (BRA)    | 4.55     |
| Salto em comprimento        | Pablo Quiroga (CHI)         | 7.15w    | Jefferson Lopes (BRA)          | 7.02w    | Felipe Soto (COL)       | 7.01w    |
| Salto triplo                | Jefferson Lopes (BRA)       | 15.26    | Johnny Rodríguez (VEN)         | 14.98    | Alvin Rentería (COL)    | 14.84    |
| Arremesso de peso           | Ronny Jiménez (VEN)         | 16.14    | Jhonny Rodríguez (COL)         | 16.02    | Andrés Calvo (ARG)      | 15.84    |
| Lançamento de disco         | Andrés Calvo (ARG)          | 49.60    | Hernán Vázquez (ARG)           | 48.68    | Julián Angulo (COL)     | 46.54    |
| Lançamento do martelo       | Cristian Fernández (ARG)    | 56.40    | Juan Palacios (ARG)            | 52.02    | Luis Prieto (VEN)       | 46.68    |
| Lançamento do dardo         | Edwin Cuesta (VEN)          | 64.58    | Adriano Vitorino (BRA)         | 62.84    | Philip Delard (CHI)     | 59.20    |
| Decatlo                     | Édson Bindilatti (BRA)      | 6561     | Santiago Lorenzo (ARG)         | 6508     | Alejo Kerwitz (ARG)     | 6151     |

### Feminino
| Evento                 | Ouro                             | Ouro     | Prata                         | Prata    | Bronze                     | Bronze   |
| ---------------------- | -------------------------------- | -------- | ----------------------------- | -------- | -------------------------- | -------- |
| 100 metros             | Mary Vázquez (COL)               | 12.36    | Juliana Pereira (BRA)         | 12.41    | Ana Mariuxi Caicedo (ECU)  | 12.46    |
| 200 metros             | Juliana Pereira (BRA)            | 24.52    | Mary Vázquez (COL)            | 24.82    | Vanesa de Oliveira (BRA)   | 25.41    |
| 400 metros             | Josiane Tito (BRA)               | 55.68    | Ana Paula Pereira (BRA)       | 56.37    | Norbelis Bracho (VEN)      | 56.59    |
| 800 metros             | Josiane Tito (BRA)               | 2:09.25  | Christiane dos Santos (BRA)   | 2:09.92  | Faustina Huamaní (PER)     | 2:11.77  |
| 1 500 metros           | Faustina Huamaní (PER)           | 4:32.1   | Bertha Sánchez (COL)          | 4:32.5   | Fabiani da Silva (BRA)     | 4:34.2   |
| 3 000 metros           | Bertha Sánchez (COL)             | 9:56.15  | María Paredes (ECU)           | 9:57.31  | Valquíria dos Santos (BRA) | 9:58.43  |
| 5 000 metros           | Bertha Sánchez (COL)             | 16:57.53 | María Paredes (ECU)           | 17:02.42 | Lucélia Peres (BRA)        | 17:03.10 |
| 5 km marcha atlética   | Gladys Criollo (ECU)             | 24:15.19 | Luisa Paltín (ECU)            | 24:22.53 | Mayra Sosa (VEN)           | 24:54.06 |
| 100 metros barreiras   | Kelly Ribeiro de Oliveira (BRA)  | 14.34    | Cora Olivero (ARG)            | 14.70    | Patrícia de Souza (BRA)    | 14.71    |
| 400 metros barreiras   | Ana Paula Pereira (BRA)          | 59.93    | Karina Soto (URU)             | 60.91    | Rúbia dos Santos (BRA)     | 61.11    |
| 4×100 metros estafetas | Brasil                           | 47.26    | Colômbia                      | 48.20    | Argentina                  | 48.95    |
| 4×400 metros estafetas | Brasil                           | 3:44.11  | Colômbia                      | 3:52.25  | Uruguai                    | 3:53.03  |
| Salto em altura        | Delfina Blaquier (ARG)           | 1.77     | Eliana da Silva (BRA)         | 1.74     | Glaucia da Silva (BRA)     | 1.74     |
| Salto com vara         | Déborah Gyurcsek (URU)           | 3.60     | Miriam Schwuchow (BRA)        | 3.10     | Carolina González (CHI)    | 3.10     |
| Salto em comprimento   | Gisele de Oliveira (BRA)         | 5.74     | Yorly Lasso (COL)             | 5.71     | Edilene Ferreira (BRA)     | 5.66     |
| Salto triplo           | Edilene Ferreira (BRA)           | 12.26    | Gisele de Oliveira (BRA)      | 12.14    | Silvina Boretto (ARG)      | 12.09    |
| Arremesso de peso      | Luz Dary Castro (COL)            | 13.63    | Vânia Kolonko (BRA)           | 13.11    | Ana Borregales (VEN)       | 12.98    |
| Lançamento de disco    | María Cubillán (VEN)             | 42.66    | Luz Dary Castro (COL)         | 41.86    | Maria Alexandre (BRA)      | 40.44    |
| Lançamento do martelo  | Anabell Gómez (VEN)              | 46.00    | Dubraska Rodríguez (VEN)      | 44.06    | Romina Toulemonde (ARG)    | 42.26    |
| Lançamento do dardo    | Xiolimar Carolina Castillo (VEN) | 46.34    | Valeria do Nascimento (BRA)   | 42.82    | Cristina Dia (BRA)         | 41.64    |
| Heptatlo               | Gladibeth Morles (VEN)           | 4647     | María Fernanda Dilascio (ARG) | 4547     | Ellen Marinho (BRA)        | 4499     |

## Quadro de medalhas (não oficial)
| Ordem | País      | Medalha de ouro | Medalha de prata | Medalha de bronze | Total |
| ----- | --------- | --------------- | ---------------- | ----------------- | ----- |
| 1     | Brasil    | 15              | 15               | 17                | 47    |
| 2     | Argentina | 8               | 9                | 6                 | 23    |
| 3     | Venezuela | 7               | 3                | 7                 | 17    |
| 4     | Colômbia  | 5               | 9                | 5                 | 19    |
| 5     | Uruguai   | 4               | 2                | 3                 | 9     |
| 6     | Equador   | 2               | 4                | 1                 | 7     |
| 7     | Peru      | 1               | 1                | 1                 | 3     |
| 8     | Chile     | 1               | 0                | 3                 | 4     |

## Participantes (não oficial)
Uma contagem não oficial produziu o número de 302 atletas de 11 países: 
| - Argentina (59) - Bolívia (3) - Brasil (65) - Chile (32) - Colômbia (21) - Equador (22) | - Panamá (1) - Paraguai (22) - Peru (15) - Uruguai (38) - Venezuela (24) |